# 조기 중단
조기 중단 또는 얼리 스토핑(Early stopping)은 기계 학습에서 경사 하강법과 같은 반복 방법으로 학습자를 훈련할 때 과적합을 방지하기 위해 사용되는 정규화의 한 형태이다. 이러한 방법은 각 반복마다 훈련 데이터에 더 잘 맞도록 학습자를 업데이트한다. 어느 정도까지 이는 훈련 세트 외부의 데이터에 대한 학습자의 성능을 향상시킨다. 그러나 그 지점을 지나면 학습 데이터에 대한 학습자의 적합성이 향상되면서 일반화 오류가 증가한다. 조기 중단 규칙은 학습자가 과적합을 시작하기 전에 실행할 수 있는 반복 횟수에 대한 지침을 제공한다. 조기 중단 규칙은 다양한 양의 이론적 기초와 함께 다양한 기계 학습 방법에 사용되었다.

## 같이 보기
- 과적합
- 일반화 오차
- 정칙화
- 통계적 학습이론
- 교차타당도
- 인공 신경망